# Calycomyza ecliptae
Calycomyza ecliptae este o specie de muște din genul Calycomyza, familia Agromyzidae, descrisă de Spencer în anul 1963. Conform Catalogue of Life specia Calycomyza ecliptae nu are subspecii cunoscute.